# Douglas Dahlborg
Rune Ingvar Douglas Dahlborg, född 1 augusti 1924 i Timmersdala församling, Skaraborgs län, död 20 januari 1976 i Stockholm, var en svensk arkitekt.
Dahlborg, som var son till köpman Knut Dahlborg och Judith Bergström, avlade studentexamen i Skara 1945 och utexaminerades från Kungliga Tekniska högskolan 1955. Han blev arkitekt på Landsbygdens Byggnadsförenings centralkontor i Stockholm 1955 och var chef för byggnadsavdelningen på Landsbygdens Byggnadsförenings kontor för Stockholms län från 1961. Det av Dahlborg ritade ålderdomshemmet på Tempelriddarorden 5 i Bredäng betecknas av Riksantikvarieämbetet som särskilt värdefullt.